# Affaire Thorpe

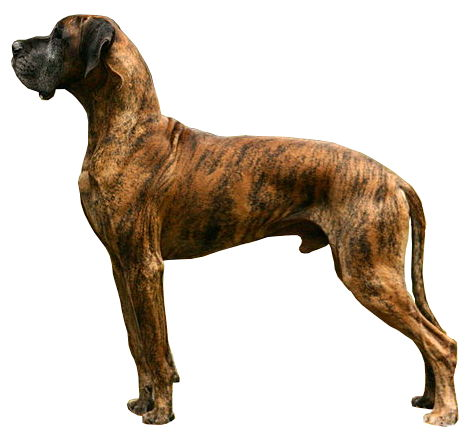
Un dogue allemand du nom de Rinka est victime de la rocambolesque affaire Thorpe, qui est parfois ironiquement appelée Rinkagate en référence au scandale du Watergate.

Vous lisez un « bon article » labellisé en 2015.
L'affaire Thorpe, connue aussi sous le nom d'affaire Norman Scott ou de Rinkagate est un scandale politico-sexuel qui éclate au Royaume-Uni dans les années 1970, impliquant le député et dirigeant du Parti libéral Jeremy Thorpe. Celui-ci est d'abord accusé d'entretenir une liaison homosexuelle avec Norman Josiffe, alias Norman Scott, un garçon d'écurie qui devient ensuite mannequin, puis d'avoir fomenté son assassinat pour éviter que le scandale n'éclate.
La relation entre Thorpe et Scott, dont le premier a toujours nié le caractère sexuel, débute en 1961 ; une fois cette relation terminée, Scott continue néanmoins à harceler Thorpe de multiples demandes puis menace de révéler au public la teneur de leur relation. Thorpe est extrêmement vulnérable face aux accusations de Scott, dans un contexte où l'homosexualité est encore considérée comme un crime passible de prison au Royaume-Uni, et alors même qu'il s'élève avec succès dans la hiérarchie de son parti jusqu'à en prendre la direction en 1967. L'élimination de Scott lui permettrait donc de maintenir sa position et d'écarter une menace qui pourrait mettre un terme à sa carrière.
De nombreux personnages jouent un rôle dans cette affaire à rebondissement parmi lesquels Peter Bessell, un homme d'affaires proche de Thorpe qui est également député pour le Parti libéral et qui consent beaucoup d'efforts pour faire taire Scott et ainsi protéger Thorpe, différents intermédiaires au sein du parti dont David Holmes mais aussi des personnages plus ou moins louches, jusqu'à un certain Andrew Newton qui se charge de perpétrer l'attentat contre Scott, mais qui ne parvient qu'à abattre son chien Rinka et qui est aussitôt condamné à deux ans de prison, sans toutefois impliquer Thorpe. Un procès se tient finalement en 1979 qui met en cause les autres intervenants de l'affaire, y compris Thorpe accusé d'avoir provoqué la tentative d'assassinat et d'avoir participé à un complot avec différents complices. Bien qu'innocenté et alors que la partialité du président du tribunal est soulignée par différents observateurs au terme du procès, Jeremy Thorpe ne parvient jamais à se remettre politiquement de cette affaire, qui constitue l'un des plus grands scandales du monde politique britannique au XXe siècle.

## Éléments de contexte

### L'homosexualité dans le droit britannique

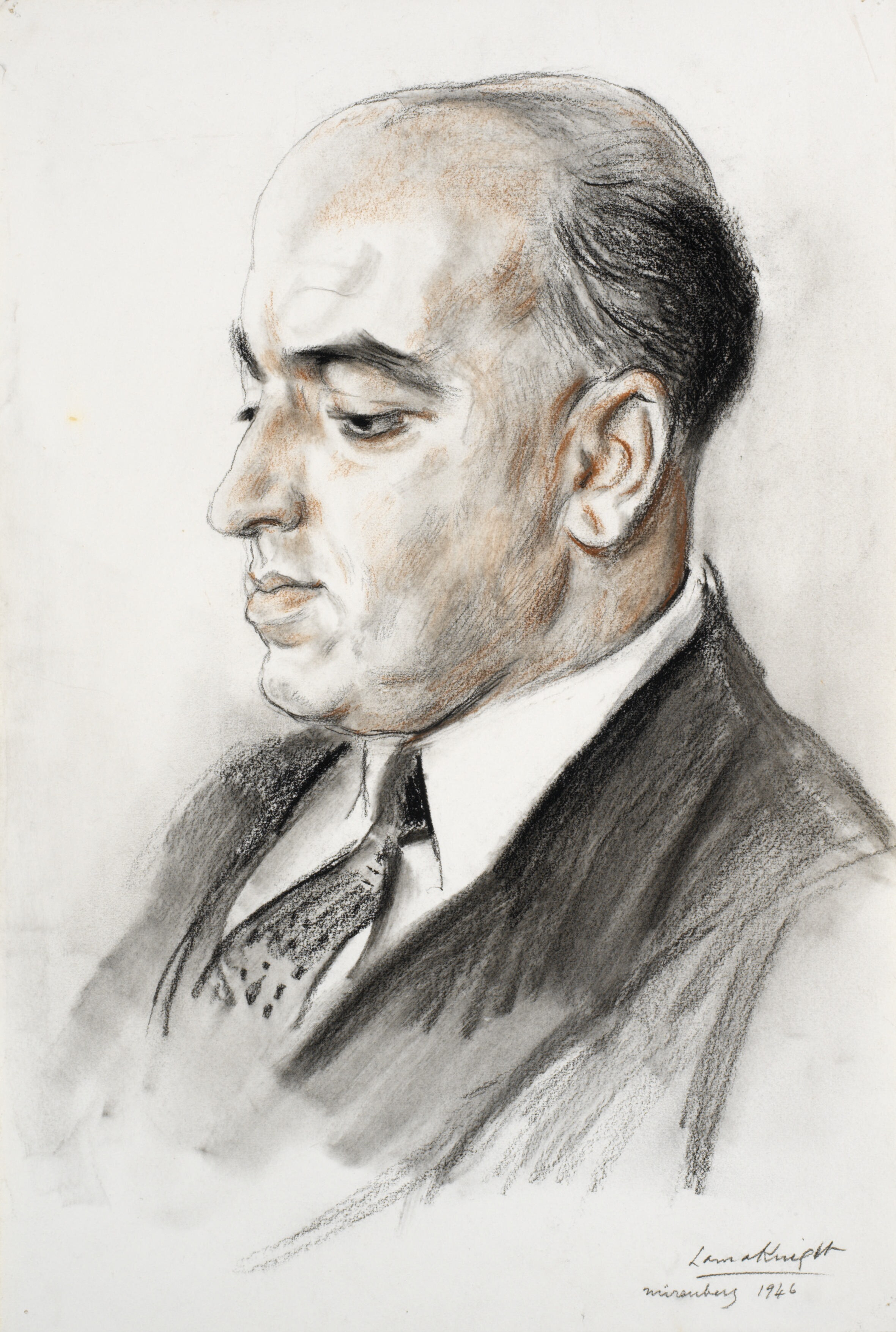
Le Secrétaire d'État à l'Intérieur David Maxwell Fyfe mène une campagne vigoureuse dans les années 1950 contre le vice masculin.

Avant d'être autorisée par la loi en 1967 (via le Sexual Offences Act), toute relation sexuelle entre hommes est illégale au Royaume-Uni et lourdement sanctionnée. Antony Grey, dirigeant d'une association de défense des droits des homosexuels, souligne à quel point les homosexuels sont alors considérés comme des criminels, des dégénérés et des anormaux.
Les personnalités politiques sont particulièrement exposées : le député travailliste de Paddington North, William J. Field, est ainsi contraint de démissionner de son poste en 1953 après avoir été condamné pour racolage dans des toilettes publiques. L'année suivante, Lord Montagu of Beaulieu, le plus jeune membre de la Chambre des lords, est envoyé en prison pour un an après avoir été condamné, avec d'autres, pour « indécence caractérisée » : il fait partie des victimes d'une « campagne contre le vice masculin » menée par le Secrétaire à l'Intérieur David Maxwell Fyfe.
Quatre ans plus tard, les politiques publiques à cet égard n'ont guère évolué. Lorsque Ian Harvey, secrétaire d'État rattaché au ministère des Affaires Étrangères du gouvernement Macmillan, est jugé coupable de comportement indécent avec un soldat des Coldstream Guards en novembre 1958, il perd à la fois son portefeuille ministériel et son siège de parlementaire. Il est mis au ban du Parti conservateur, rejeté par la plupart de ses amis, et ne retrouve jamais un poste à responsabilité. Il est donc évident, pour quiconque entre à cette époque dans le monde de la politique, que toute révélation d'une activité homosexuelle ne peut que signifier la fin rapide d'une carrière.

### Jeremy Thorpe
John Jeremy Thorpe est fils et petit-fils de députés conservateurs. Après être passé par le collège d'Eton, il étudie le droit à l'université d'Oxford au sein du Trinity College. C'est là qu'il se lance dans une carrière politique et décide de se consacrer à la chose publique plus qu'à ses études. Il rejette le cadre familial conservateur pour rejoindre les rangs du petit Parti libéral, plutôt centriste, qui accuse un certain déclin à la fin des années 1940 mais est tout de même encore en mesure d'offrir une tribune et de servir l'ambition d'un jeune homme politique. Il devient secrétaire puis président du club libéral de son université, ce qui lui permet de rencontrer plusieurs des dirigeants du parti. Pendant le deuxième trimestre de l'année 1950-1951, Thorpe est désigné président de l'Oxford Union, un prestigieux club de débats.

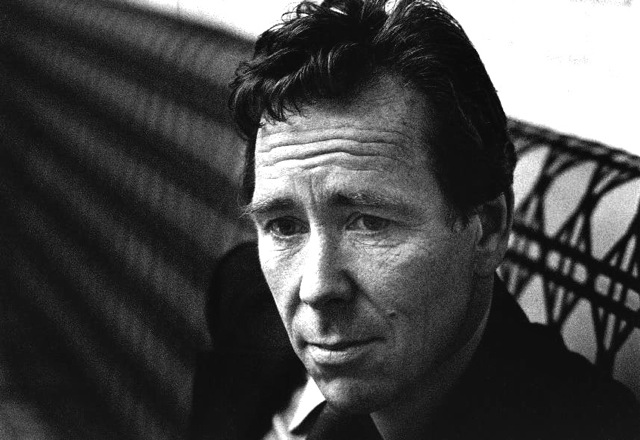
Antony Armstrong-Jones devient lord Snowdon peu après son mariage avec la princesse Margaret en 1960. Les soupçons d'homosexualité qui pèsent sur Jeremy Thorpe l'écartent alors comme témoin de ce mariage.

En 1952, alors qu'il se prépare à passer l'examen du barreau, Thorpe est désigné par le Parti libéral comme candidat aux élections parlementaires pour la circonscription du North Devon. Cette circonscription est solidement tenue par les conservateurs ; aux élections législatives de 1951, les libéraux n'ont atteint que la troisième place derrière le Parti travailliste. Thorpe se lance vigoureusement dans la campagne électorale derrière le slogan « une voix pour les Libéraux, c'est une voix pour la Liberté », et au terme des élections législatives de 1955, son adversaire conservateur perd la moitié de son avance. Quatre ans plus tard, en octobre 1959, Thorpe emporte le siège avec une avance de 352 voix et fait ainsi partie des six élus du Parti libéral à l'échelle nationale, alors même que ces élections constituent un succès considérable pour le gouvernement conservateur de Macmillan,.
Le journaliste et écrivain Matthew Parris, lui-même ancien membre du Parlement, décrit Thorpe comme l'un des nouveaux députés les plus prometteurs en cette année 1959. Thorpe s'intéresse surtout aux questions liées aux droits de l'homme, et ses discours critiques sur le régime d'apartheid en Afrique du Sud attirent l'attention des services du renseignement sud-africain et en particulier de l'agence nationale BOSS, qui ne manque pas de remarquer la montée de ce jeune homme politique,. Il est aussi question pendant quelque temps de désigner Thorpe comme témoin pour le mariage entre la princesse Margaret et Antony Armstrong-Jones, l'un des camarades de Thorpe à Eton ; mais ce projet est arrêté après que des enquêtes montrent qu'il pourrait avoir des tendances homosexuelles,,. Les services intérieurs du MI5, qui conduisent des enquêtes sur tous les membres du Parlement, portent cette information au dossier de Thorpe,.

### Norman Josiffe, alias Scott
Norman Josiffe naît le 12 février 1940 à Sidcup, dans le Kent. Il n'adopte le nom de Scott qu'en 1967. Sa mère, Ena Josiffe (née Lynch) est abandonnée par son second mari Albert Josiffe peu de temps après la naissance de Norman. Celui-ci passe une enfance relativement heureuse et équilibrée, mais à la puberté il est de plus en plus perturbé par son orientation homosexuelle en raison de l'éducation catholique très stricte qu'il a reçue. Il quitte l'école à l'âge de 15 ans, sans aucun diplôme. Il achète un poney grâce à une organisation de protection animale, et devient un bon cavalier,. À 16 ans, il est poursuivi pour le vol d'une selle et de nourriture pour poneys, et placé sous contrôle judiciaire. L'officier de probation chargé de son suivi le pousse à prendre des cours à l'école d'équitation de Westerham à Oxted dans le Surrey ; puis Josiffe trouve du travail dans un haras à Altrincham, dans le Cheshire. Il coupe alors tout lien avec sa famille, et se fait appeler « Lianche-Josiffe ». Il laisse entendre qu'il est d'origine aristocratique, et évoque des tragédies familiales qui l'auraient laissé seul et orphelin.
En 1959, Josiffe trouve un poste au haras de Kingham à Chipping Norton dans l'Oxfordshire : il y apprend le dressage tout en travaillant comme palefrenier. Le haras appartient à Norman Vater, le fils d'un mineur de charbon qui, à l'image de Josiffe, a étoffé son véritable nom de famille pour se faire désormais appeler « Brecht Van de Vater ». En se hissant dans l'échelle sociale, Vater s'est constitué un vaste cercle d'amis, auquel appartient Thorpe. Au départ, Josiffe trouve satisfaction dans son emploi au haras ; mais ses rapports avec Vater se détériorent à mesure que celui-ci se montre autoritaire et exigeant, et Josiffe peine à établir de bonnes relations avec ses collègues de travail. Il commence à adopter un comportement qu'un journaliste résume plus tard en parlant d'un « talent extraordinaire pour s'attirer la sympathie des gens, avant de leur rendre la vie impossible par ses crises de colère hystérique ».

### Peter Bessell
Peter Bessell entre en politique au Parti libéral dans les années 1950, après avoir mené une carrière à succès dans les affaires. Il a huit ans de plus que Thorpe. Il attire l'attention des dirigeants libéraux en 1955 lorsqu'il parvient à améliorer sensiblement les résultats électoraux du Parti dans l'élection locale partielle de Torquay, ce qui ouvre une série d'excellents résultats pour les libéraux au cours de la législature 1955-1959. Il est donc promu candidat dans la circonscription de Bodmin, qui est nettement plus favorable ; c'est là qu'il devient à la fois un ami proche et un admirateur de Thorpe, lequel est en retour très impressionné par le sens des affaires qui semble habiter Bessell. Aux élections législatives de 1959, Bessell parvient à réduire la majorité conservatrice pour Bodmin, et il finit même par obtenir le siège parlementaire aux élections suivantes en octobre 1964, l'emportant avec plus de 3 000 voix d'écart. Désormais paré du titre prestigieux de Member of Parliament, Bessell se lance de plus belle dans des affaires lucratives tout en restant proche de Thorpe, qu'il considère comme le plus à même de devenir le prochain dirigeant du Parti libéral.
Bessell remarque qu'en dépit du charisme et de la sociabilité dont il fait preuve, Thorpe ne semble pas fréquenter de femmes ni témoigner d'intérêt à leur égard. L'ancien député libéral Frank Owen confie à Bessell ses soupçons concernant l'homosexualité supposée de Thorpe, soupçons qui sont partagés par d'autres membres locaux du Parti. Conscient qu'une révélation de ce genre pourrait mettre un terme à la carrière de Thorpe, Bessell décide spontanément d'endosser un rôle de protecteur ; il avoue plus tard que pour gagner la confiance de son ami, il va même jusqu'à se déclarer bisexuel auprès de Thorpe, alors qu'il ne l'est pas.

## Origines de l'affaire

### Une amitié ambiguë
Entre la fin de l'année 1960 et le début de 1961, Thorpe rend visite à Vater au haras de Kingham, où il croise Josiffe. Cette rencontre ne le laisse pas indifférent puisqu'il indique au jeune homme que s'il se trouve un jour en difficulté, il pourra venir le voir à la Chambre des communes. Peu de temps après, Josiffe quitte le haras à la suite d'une vive dispute avec Vater. Il tombe alors en dépression nerveuse, et passe la plus grande partie de l'année 1961 en soins psychiatriques. Le 8 novembre de cette année-là, une semaine après avoir quitté la clinique Ashurst à Oxford, Josiffe se rend à la Chambre pour y voir Thorpe. Il se trouve alors sans revenu ni domicile ; de plus, il a quitté son travail chez Vater sans obtenir la carte nationale d'assurance qui est nécessaire à cette époque pour trouver du travail et bénéficier de prestations sociales ou d'indemnités de chômage. Thorpe s'engage à lui fournir de l'aide.
D'après Josiffe, c'est ce même soir, dans la maison de la mère de Thorpe à Oxted, que les deux hommes entament une relation homosexuelle qui dure plusieurs années,. Thorpe, en revanche, a toujours nié tout aspect sexuel dans leur relation,. Il se charge d'installer Josiffe à Londres, puis lui trouve une solution d'hébergement plus durable dans une famille à Barnstaple, dans la circonscription du North Devon. Il fait publier des annonces dans la revue Country Life afin de trouver des chevaux pour son ami, ; il l'aide à obtenir différents emplois temporaires ; il lui promet également de l'aider à réaliser son rêve d'aller étudier le dressage en France. Comme Josiffe affirme que son père est mort dans un accident d'avion, les avocats de Thorpe lancent des recherches pour déterminer si des indemnités peuvent être perçues : mais il s'avère qu'Albert Josiffe est bien vivant, et qu'il habite à Orpington.
Au début de l'année 1962, Josiffe est interrogé par la police au sujet du vol présumé d'une veste en daim : Thorpe déclare à l'officier de police que Josiffe est en convalescence à la suite de ses troubles psychiatriques et qu'il en assume la responsabilité. Aucune charge n'est retenue contre Josiffe,. En avril 1962, celui-ci obtient une nouvelle carte d'assurance nationale qui, d'après ses déclarations ultérieures, est détenue par Thorpe qui se considère comme son employeur. Thorpe dément cette affirmation, et cette affaire de la « carte disparue » reste par la suite l'objet d'un grand ressentiment de la part de Josiffe. Il se sent de plus en plus délaissé par Thorpe, à tel point qu'en décembre 1962, en pleine dépression, il confie à un ami son intention d'abattre le député puis de se suicider. Son ami alerte la police, à qui Josiffe fournit un compte-rendu détaillé de ses relations sexuelles avec Thorpe ainsi que des échanges de courriers en appui de ses déclarations. Ces preuves ne semblent pas suffisamment probantes pour que la police donne suite ; toutefois, le MI5 ajoute un rapport d'incident au dossier de Thorpe.
En 1963, la vie de Josiffe se stabilise quelque peu lorsqu'il trouve un emploi de moniteur d'équitation en Irlande du Nord ; mais cette stabilité prend fin à cause d'un accident lors d'un concours équestre à Dublin, accident qui le blesse gravement. Il revient vivre en Angleterre et retrouve un poste dans une école d'équitation à Wolverhampton où il reste plusieurs mois, jusqu'à ce que son comportement erratique le fasse renvoyer. Il erre quelque temps à Londres, puis tombe sur une annonce pour un poste de palefrenier à Porrentruy en Suisse. Grâce à l'intervention de Thorpe, il obtient ce poste. Josiffe part donc pour la Suisse en décembre 1964, mais rentre presque aussitôt en Angleterre en se plaignant des conditions de travail impossibles qu'il a rencontrées. Dans la précipitation de son départ, il laisse sur place une valise qui, d'après ses affirmations, contient des lettres et d'autres documents qui prouveraient la nature sexuelle de ses relations avec Thorpe.

### Premières menaces et réactions
Dans la mêlée des débats parlementaires, Thorpe se montre habile, incisif et plein d'esprit, et sa présence à la Chambre des communes ne passe pas inaperçue. En juillet 1962, à l'issue d'une série de résultats électoraux désastreux pour le Parti conservateur, le Premier ministre Macmillan révoque sept de ses ministres, au cours d'un épisode connu sous le nom ironique de « Nuit des Longs Couteaux ». Thorpe émet à cette occasion un commentaire que la presse juge parfaitement adapté à la situation, dans une parodie de l'évangile selon saint Jean : « Il n'y a pas de plus grand amour que de donner ses amis pour sa vie »,. Thorpe prend de plus en plus d'ampleur politique, grâce à ses attaques contre la lourdeur bureaucratique du gouvernement ; aux élections législatives de 1964, il conserve son siège du North Devon avec une majorité renforcée. Un an plus tard, il devient trésorier du Parti libéral, ce qui constitue une étape majeure dans la voie de l'accession à la direction du Parti.
Au début de 1965 Josiffe se trouve à Dublin, où il occupe une succession de postes dans le milieu de l'équitation, tout en continuant de harceler Thorpe par des courriers concernant sa valise perdue et sa carte nationale d'assurance jamais retrouvée. Thorpe maintient qu'il n'a rien à voir dans ces affaires. À la mi-mars 1965, Josiffe envoie une longue lettre à la mère de Thorpe, qui commence ainsi : « Depuis cinq ans, comme vous le savez sans doute, Jeremy et moi avons une relation homosexuelle ». Dans cette lettre, il accuse Thorpe d'avoir « éveillé ce vice qui dort en chaque homme » et d'être insensible et déloyal. Ursula Thorpe confie la lettre à son fils, qui prépare alors un projet de courrier rédigé dans un style quasi-juridique et qui rejette « ces accusations dommageables et sans fondement », tout en accusant Josiffe de tentative de chantage. Ce document n'est jamais envoyé ; Thorpe choisit à la place de demander conseil à Bessell.
Bessell, soucieux de se rendre utile auprès de la figure montante du Parti, prend l'avion pour Dublin en avril 1965. Il découvre que Josiffe y prend conseil auprès d'un prêtre jésuite compatissant, le père Sweetman, qui tend à croire que certaines des affirmations de Josiffe pourraient contenir une part de vérité : pourquoi sinon, demande-t-il à Bessell, celui-ci aurait-il pris la peine de prendre l'avion depuis Londres pour y faire face ? Bessell avertit Josiffe des risques qu'il prend en tentant de se livrer à du chantage sur une personnalité publique, mais il joue aussi sur une tonalité plus conciliante et s'engage à faire retrouver la valise et la carte d'assurance perdues. Il évoque également une possibilité d'emploi dans le milieu équestre aux États-Unis. L'intervention de Bessell semble améliorer la situation, d'autant plus que la valise de Josiffe est rapidement retrouvée ; celui-ci affirme toutefois que les lettres compromettant Thorpe n'y sont plus. Pendant les deux années qui suivent, Josiffe reste en Irlande sans plus se faire remarquer et tente de se lancer dans divers projets professionnels ; il passe aussi un certain temps dans un monastère. C'est à cette époque qu'il adopte officiellement le nom de Scott,.
En avril 1967, Scott, qui se trouve toujours en Irlande, écrit à Bessell pour solliciter son aide pour obtenir un passeport à son nouveau nom afin de pouvoir partir en Amérique y démarrer une autre vie. Une deuxième lettre écrite en juillet, au ton moins positif, signale que Scott est revenu en Angleterre et se trouve à nouveau en difficulté financière : des frais médicaux ainsi que d'autres dettes sont en souffrance. L'absence de sa carte d'assurance aurait empêché Scott de bénéficier de la prise en charge de ses frais de santé. À cette époque, Thorpe a pris la tête du Parti libéral, succédant ainsi à Jo Grimond,. Afin de résoudre les problèmes pressants de Scott, et pour éviter tout nouveau risque vis-à-vis du nouveau dirigeant du Parti, Bessell commence à verser à Scott ce qu'il appelle « une avance » par versements allant de 5 à 10 livres par semaine, en indiquant bien qu'il s'agit là de compenser l'absence de prise en charge de ses frais de santé. Bessell se charge aussi de faire établir le nouveau passeport de Scott, mais celui-ci décide ensuite d'abandonner ses projets américains et annonce vouloir se lancer dans une carrière de mannequin. Il réclame 200 £ à Bessell pour se lancer : Bessell refuse, mais lui octroie 75 £ en mai 1968, étant entendu qu'il n'y aurait plus aucun versement pour le reste de l'année.

## Développement de l'affaire

### Déclenchement

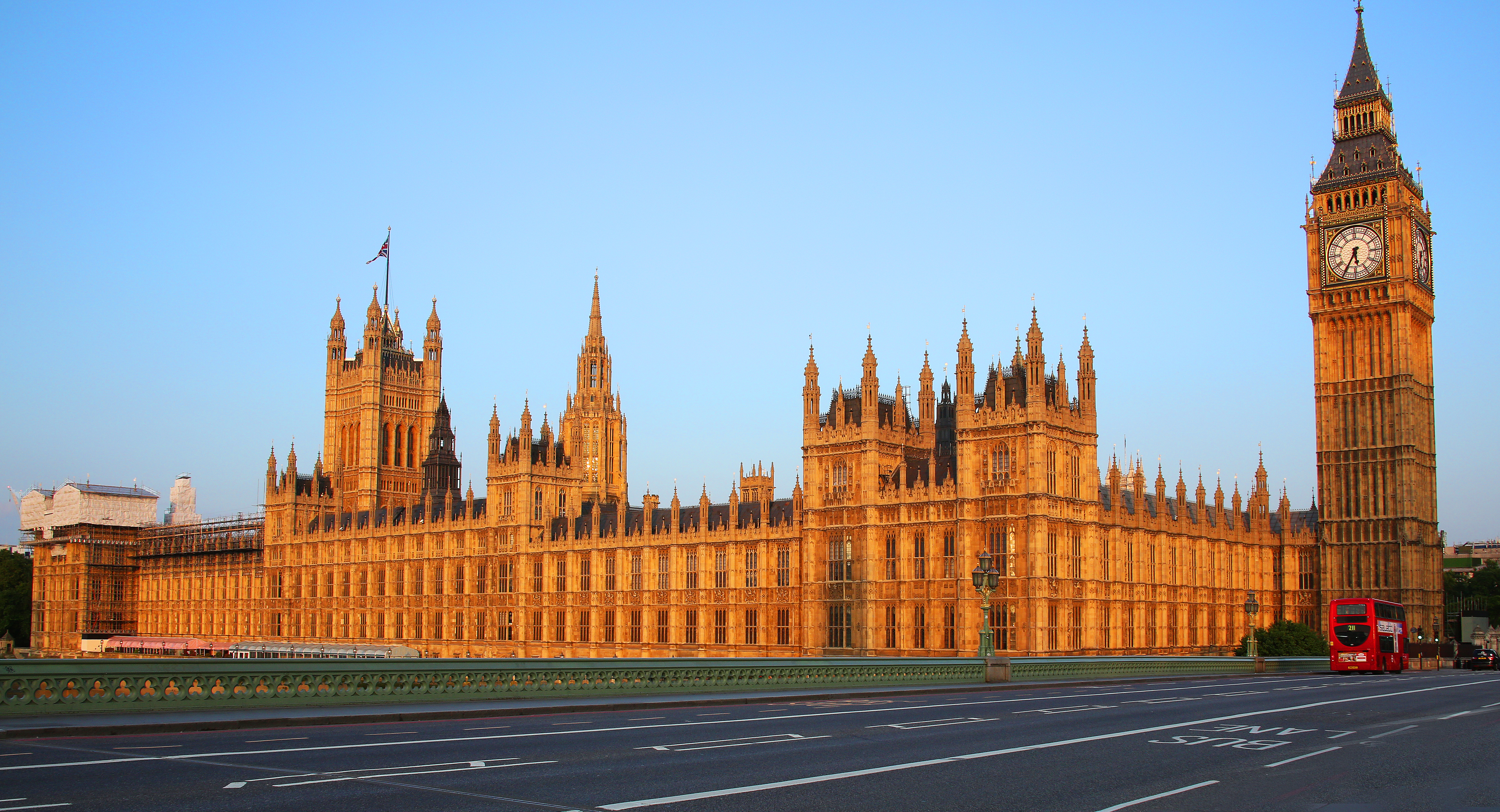
Le palais de Westminster où siège le Parlement britannique. Jeremy Thorpe y convoque ses complices dans son bureau pour discuter du cas de Norman Scott.

Au départ, la façon dont Thorpe dirige le Parti libéral n'est pas irréprochable : ses talents de politicien local n'apparaissent plus si clairement dans ses discours sur les grands sujets nationaux et internationaux, et des membres du parti commencent à s'impatienter. Lorsqu'il annonce ses fiançailles avec Caroline Allpass, cela rassure au moins ceux qui éprouvaient des réserves vis-à-vis de sa vie privée, mais d'autres sont choqués par l'aspect essentiellement politique qu'il met en avant pour justifier ce mariage : il explique ainsi à Mike Steele, le chargé de communication du parti avec la presse, que cela lui vaudra cinq points de plus dans les sondages. Pendant l'essentiel de l'année 1968, Thorpe n'a plus de problèmes avec Scott qui s'est trouvé d'autres amis et qui, d'après Bessell, a brûlé sa correspondance avec lui. Quand Scott réapparaît en novembre 1968, à nouveau sans le sou et sans travail, le moment est particulièrement mal choisi pour Thorpe qui se bat alors pour établir son autorité au sein de son parti. Bessell pare au plus pressé en reprenant les versements d'argent hebdomadaires, mais ce n'est qu'un répit de courte durée.
Au début du mois de décembre 1968, Bessell est reçu par Thorpe dans son bureau à la Chambre des communes. D'après Bessell, Thorpe dit en parlant de Scott : « Nous devons nous débarrasser de lui », puis que « ce n'est pas pire que d'abattre un chien malade ». Bessell affirme plus tard qu'il ignore à ce moment-là si Thorpe parle sérieusement, mais il choisit de jouer le jeu et de discuter des différentes façons de se débarrasser du corps de Scott. D'après lui, Thorpe pense que la meilleure option consiste à le jeter dans l'une des nombreuses mines d'étain désaffectées en Cornouailles, et aussi que son ami David Holmes devrait être le plus à même de se charger de l'assassinat. Holmes est l'un des quatre trésoriers adjoints du Parti libéral nommés par Thorpe en 1965 ; il tient le rôle de témoin du mariage de Thorpe, à qui il voue la plus grande loyauté.
Bessell affirme encore qu'en janvier 1969, Thorpe l'invite à une réunion avec Holmes au cours de laquelle Thorpe avance différentes suggestions pour l'élimination de Scott. Bessell et Holmes rejettent ces idées, les jugeant infaisables ou grotesques ; ils acceptent toutefois de continuer à réfléchir à la question. D'après Bessell, ils espèrent de cette façon gagner du temps jusqu'à ce que Thorpe s'aperçoive de l'absurdité de son projet meurtrier et finisse par l'abandonner. Plus tard, Holmes confirme largement la teneur de la rencontre telle que Bessell la décrit, et justifie leur décision en estimant que « si nous avions dit non, il aurait pu aller chercher ailleurs — et cela aurait pu mener à un bien plus grand désastre ». D'après Bessell et Holmes, les discussions autour de ce plan prennent fin en mai 1969, après l'annonce surprenante du mariage de Scott.

### Enquête du Parti

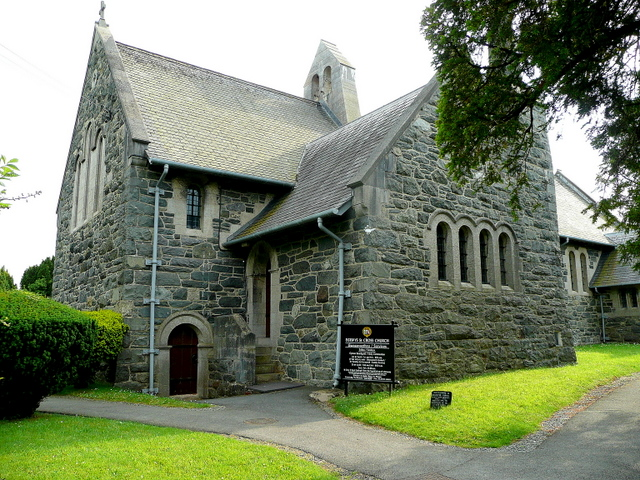
L'église du village de Tal-y-bont au pays de Galles, où Norman Scott s'installe en 1971.

Au printemps 1971, la carrière politique de Thorpe marque le pas. Sous sa direction, le Parti a enregistré des résultats catastrophiques aux élections législatives de juin 1970 : les libéraux perdent sept de leurs treize sièges parlementaires dans le sillage de la victoire inattendue des conservateurs menés par Edward Heath ; dans sa circonscription du North Devon, l'avance de Thorpe n'est plus que de 400 voix. Bessell, qui doit faire face à des ennuis dans la conduite de ses affaires, ne se re-présente pas à Bodmin. Thorpe doit alors faire face à une vague de défiance quant à la façon dont il a conduit la campagne : des sommes extravagantes ont été dépensées, au point que le parti se trouve au bord de la banqueroute. Toutefois, ces questions sont mises de côté et laissent place à de l'empathie au moment où, dix jours après les élections, sa femme Caroline trouve la mort dans un accident de voiture. Thorpe est effondré ; il conserve toutefois son poste de dirigeant mais il ne conduit plus guère que les affaires courantes dans l'année qui suit cet accident.
Parallèlement, les efforts de Bessell permettent de garder à distance la menace Norman Scott. La carte d'assurance perdue pose à nouveau problème puisque la femme de Scott, qui est enceinte, ne peut pas bénéficier de l'aide sociale à laquelle elle a droit ; Scott menace de contacter la presse, mais la difficulté est résolue lorsqu'une carte d'urgence lui est fournie grâce à l'intervention de Bessell auprès du ministère de la Santé et de la Sécurité Sociale. En 1970, quand ils se séparent, Scott en rejette la responsabilité sur Thorpe et menace une fois de plus de révéler toute l'affaire. Bessell parvient à éviter que le nom de Thorpe ne soit mentionné au tribunal pendant la procédure de divorce, tout en organisant anonymement la prise en charge financière des frais de justice par Thorpe,. Au début de 1971, Scott déménage dans le village de Tal-y-bont au nord du pays de Galles, où il se lie d'amitié avec une veuve, Gwen Parry-Jones. Il parvient à la convaincre que Thorpe l'a fort mal traité, au point qu'elle décide de contacter le député libéral de la circonscription voisine du Montgomeryshire : il s'agit d'Emlyn Hooson, qui appartient à l'aile droite du Parti et qui n'a de sympathie ni pour Thorpe, ni pour Bessell. Hooson propose une rencontre à la Chambre des communes.
Les 26 et 27 mai 1971, Scott raconte donc sa version de l'histoire à Hooson ainsi qu'à David Steel, le chef du groupe parlementaire (Chief Whip) pour les libéraux. Aucun des deux n'est convaincu, mais ils estiment que la question mérite tout de même d'être approfondie. Malgré les réticences de Thorpe, une commission d'enquête interne confidentielle est réunie pour le 9 juin, présidée par Lord Byers qui dirige le groupe des libéraux à la Chambre des lords. Au cours de cette réunion, Byers malmène Scott qu'on ne laisse pas s'asseoir pendant qu'il est interrogé et qui se sent traité, d'après ses propres termes, « comme un écolier convoqué devant le directeur de l'école ». Les façons rugueuses de Byers décontenancent rapidement Scott, qui modifie plusieurs fois sa version de l'histoire et fond souvent en larmes. Byers estime que Scott n'est qu'un maître-chanteur ordinaire qui relève de soins psychiatriques. Scott finit par quitter la pièce en traitant Byers de « vieux connard pompeux ». La commission entend ensuite des officiers de police au sujet de courriers que Scott avait montrés à la police en 1962, mais ceux-ci déclarent que ces documents ne prouvent rien. De son côté, Thorpe pousse le ministre de l'Intérieur Reginald Maudling ainsi que le commissaire principal du Metropolitan Police Service John Waldron à informer Byers que la police ne s'intéresse nullement aux activités de Thorpe, et n'a rien à lui reprocher. En conséquence, l'enquête rejette toutes les allégations formulées par Scott.

### Nouvelles menaces
Scott est ulcéré de la façon dont il a été traité par la commission Byers, et cherche d'autres manières d'assouvir sa vengeance envers Thorpe. En juin 1971 il rencontre Gordon Winter, un journaliste sud-africain qui est également un agent de l'agence de renseignement BOSS pour son pays. Scott lui fournit de nombreux détails quant aux manœuvres de séduction supposées de Thorpe, et Winter assure à ses supérieurs du BOSS que cette histoire est de nature à détruire à la fois Thorpe et le Parti libéral. Il s'aperçoit également qu'aucun journal n'accepterait de publier l'affaire, qui se base sur des sources peu fiables et invérifiables. En mars 1972 Gwen Parry-Jones, l'amie de Scott, décède : Scott en profite pour accuser Thorpe d'être responsable à la fois de ses problèmes, mais aussi de la mort de Parry-Jones. Aucune de ces accusations n'est publiée. Déprimé, placé sous traitement tranquillisant, Scott entre alors dans une période de torpeur et cesse temporairement de constituer une menace pour Thorpe.
Les années 1972 et 1973 sont beaucoup plus favorables au Parti libéral, et à la situation politique de Thorpe. Sa position sociale progresse tout autant puisqu'il épouse le 14 mars 1973 Marion Stein, comtesse d'Harewood, dont le premier mari était cousin germain de la reine Élisabeth II. Pour le Parti, après une série de succès dans des élections partielles et à des scrutins locaux, les perspectives électorales semblent très favorables lorsque Heath convoque des élections anticipées pour février 1974. De fait, avec plus de 6 millions de voix (soit 19,3% des votes exprimés), les libéraux obtiennent largement leur meilleur résultat de l'après-guerre, même si le mode de scrutin particulier au Royaume-Uni ne leur accorde que 14 sièges de députés. Néanmoins, comme aucun des deux grands partis (conservateur et travailliste) n'obtient de majorité absolue, ces quelques sièges offrent à Thorpe (qui a, pour son siège, augmenté son avance qui s'élève à 11 072 voix) une influence significative. Quelques discussions ont lieu avec Heath à propos d'un projet de coalition, celui-ci se montrant prêt à offrir des responsabilités ministérielles à Thorpe et à quelques autres dirigeants importants du Parti libéral. Ultérieurement, Thorpe dément toutefois tout projet sérieux d'accord. Comme ces négociations échouent, Heath ne peut assumer le pouvoir exécutif ; c'est donc le travailliste Harold Wilson qui constitue un gouvernement minoritaire en mars 1974. Aux nouvelles élections législatives qui suivent peu de temps après, en octobre 1974, Wilson obtient cette fois une étroite majorité et les libéraux perdent du terrain avec 5,3 millions de voix et 13 députés.
Après la mort de Parry-Jones, Scott vit quelque temps dans le sud-ouest de l'Angleterre, sans se faire remarquer. En janvier 1974, il rencontre Tim Keigwin, l'adversaire conservateur de Thorpe pour le North Devon, à qui il donne sa version de la relation entre Thorpe et lui ; mais la direction du Parti conservateur déconseille à Keigwin d'utiliser ces informations. Scott se confie également à son médecin, le docteur Ronald Gleadle, qui le soigne pour sa dépression. Il lui confie même un dossier contenant des documents ; à l'insu de Scott, ce médecin vend l'ensemble du dossier à David Holmes, qui a endossé le rôle de protecteur de Thorpe après que Bessell est parti s'installer définitivement en Californie en janvier 1974. Holmes dépense 2 500 £ pour ces documents, qui sont aussitôt brûlés au domicile de l'avocat de Thorpe. Un autre lot de documents est découvert en novembre 1974, dans une cachette mise à jour par des ouvriers qui rénovent un bureau londonien autrefois occupé par Bessell : ils y trouvent une valise contenant des lettres et des photographies qui semblent pouvoir compromettre Thorpe, dont la lettre que Scott a envoyée à Ursula Thorpe en 1965. Ne sachant que faire de cette trouvaille, les ouvriers l'apportent au Sunday Mirror. Sidney Jacobson, le directeur adjoint du journal, décide ne rien publier et transmet la valise avec son contenu à Thorpe. Toutefois, des copies des documents sont conservées dans les archives du journal.

### Accusations de complot
Dans leur analyse de l'affaire, les journalistes Simon Freeman et Barry Penrose affirment que Thorpe esquisse vraisemblablement un plan pour réduire Scott au silence dès le début de l'année 1974, lorsque le retour de Scott au devant de la scène devient de plus en plus inquiétant. Holmes déclare plus tard que Thorpe insiste à cette époque pour que Scott soit éliminé : « [Jeremy sentait] qu'il ne serait jamais en sécurité tant que cet homme serait dans les parages ». Ne sachant comment procéder, à la fin de l'année 1974 Holmes approche un certain John Le Mesurier, vendeur de tapis avec qui il a été en affaires. Le Mesurier lui présente George Deakin, un vendeur de machines à sous qui pourrait, d'après lui, connaître des gens qui seraient prêts à s'occuper de Scott. Holmes et Le Mesurier s'entendent pour raconter qu'il s'agit de faire peur à un maître-chanteur, et Deakin accepte de fournir son aide. En février 1975, Deakin rencontre Andrew Newton, un pilote d'avion qui se dit prêt à s'occuper de Scott à condition d'être payé en conséquence : il est question d'une somme allant de 5 000 à 10 000 £. Deakin met Newton en contact avec Holmes. D'après Newton, il est bien clair qu'il est engagé pour tuer et non pas pour faire peur : il en veut pour preuve le montant de sa rémunération, qui serait trop élevée s'il s'agissait seulement d'effrayer quelqu'un.
Tandis que ces arrangements s'organisent, Thorpe écrit à Sir Jack Hayward, un homme d'affaires millionnaire qui vit aux Bahamas et qui s'est déjà montré par le passé très généreux pour le Parti libéral. Dans la foulée des succès électoraux des libéraux aux élections de février 1974, Thorpe lui demande 50 000 £ pour regarnir les caisses du Parti. Il demande par ailleurs que 10 000 £ soient prélevées de cette somme, non pas pour alimenter les comptes ordinaires du Parti mais pour être versées à Nadir Dinshaw, une connaissance de Thorpe qui vit dans les îles Anglo-Normandes. Thorpe explique que ce subterfuge s'impose pour pouvoir traiter une partie spécifique des dépenses de campagne, sans fournir plus de détails. Hayward a confiance en Thorpe et envoie les 10 000 £ à Dinshaw qui, sur les instructions de Thorpe, transfère l'argent à Holmes. Après les élections d'octobre 1974, Thorpe sollicite à nouveau Hayward pour obtenir davantage d'argent, et demande à nouveau que 10 000 £ passent par le biais de Dinshaw. Hayward accepte, bien qu'avec quelque réticence et dans des délais plus longs. Ce montant de 20 000 £ n'apparaît sur aucun livre de compte ; Holmes, Le Mesurier et Deakin affirment tous qu'il est destiné à financer un « complot pour faire peur », même s'ils ne donnent pas la même version quant à la somme effectivement dépensée. De son côté, Thorpe modifie ultérieurement l'explication qu'il aurait donnée à Hayward, et affirme finalement que la somme est déposée entre les mains de comptables « pour servir de réserve contre tout risque de manque de fonds pour les prochaines échéances électorales ». Il dément avoir autorisé le moindre paiement à Newton ou à qui que ce soit d'autre qui serait impliqué dans l'affaire.

### L'attentat

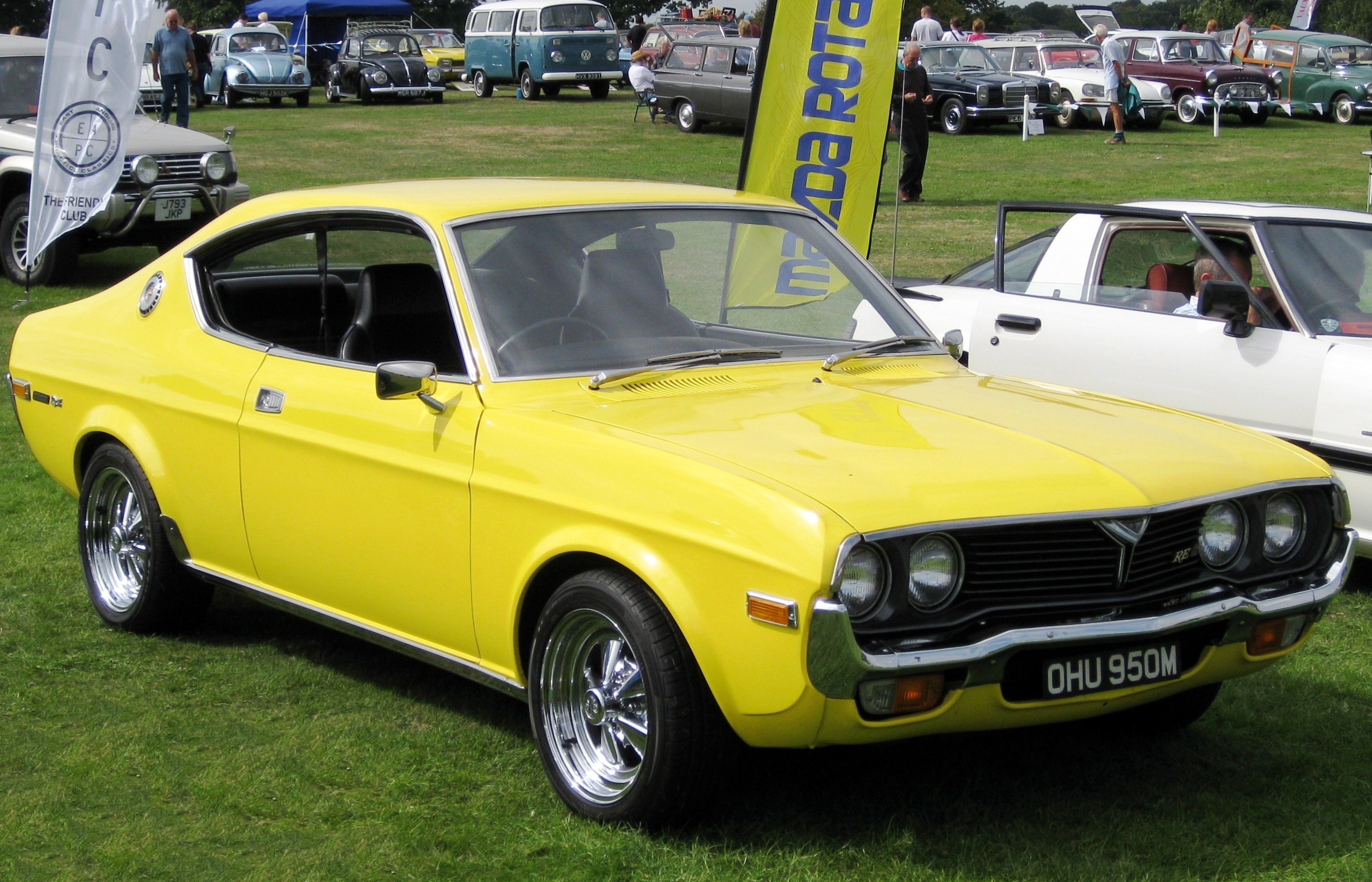
Newton embarque Scott et son chien à bord d'une Mazda jaune pour commettre son crime (ici, modèle RX-4 de 1973).

Newton rencontre Holmes en octobre 1975 et reçoit alors, d'après ses déclarations ultérieures, une avance sur son règlement de 10 000 £. Holmes dément toute transaction et se contente de reconnaître qu'il avait été entendu que Newton se livrerait à une opération d'intimidation. Newton appelle ensuite Scott, se faisant passer pour un certain « Peter Keene » et lui fait croire qu'il a été engagé pour le protéger d'un tueur à gages. Cela semble plausible à Scott, qui a été violemment agressé quelques semaines plus tôt. Le 23 octobre, à bord d'une Mazda jaune qu'il a louée ou empruntée, Newton vient à la rencontre de Scott à l'endroit convenu : il s'agit du village de Combe Martin, un peu au nord de Barnstaple. Newton lui explique qu'il doit se rendre à Porlock, à environ 40 km, et il propose à Scott de l'accompagner pour qu'ils puissent discuter sur le chemin. Scott est venu avec le chien qu'il s'est récemment acheté, un dogue allemand dénommé Rinka : Newton, qui a peur des chiens, est mal à l'aise ; mais Scott insiste pour que Rinka vienne avec eux. Une fois arrivés à Porlock, Newton dépose Scott et Rinka dans un hôtel et part de son côté. Il passe les reprendre peu après 20 h et ils repartent vers Combe Martin.
Lorsqu'ils parviennent à une portion de route déserte, Newton feint de ne plus pouvoir conduire correctement à cause d'un accès de fatigue, et il accepte la proposition de Scott de changer de conducteur. Ils s'arrêtent ; Scott sort de la voiture, suivi de Rinka, et fait le tour pour parvenir côté conducteur où Newton l'attend, pistolet à la main. Newton abat le chien d'une balle dans la tête, puis pointe l'arme vers Scott en disant : « C'est ton tour maintenant ». Il tente de tirer plusieurs coups, mais le pistolet semble s'enrayer ; finalement, Newton se jette dans la voiture et quitte la scène, laissant Scott et son chien mort ou agonisant sur le bas-côté,.
Scott est ensuite récupéré en état de choc par un automobiliste de passage, la police est alertée et Newton est rapidement identifié grâce au numéro d'immatriculation de la Mazda, qu'un ami de Scott à Combe Martin a eu l'idée de noter. Dans ses premières déclarations, Newton affirme que Scott essayait de le faire chanter et que l'attaque avait pour seul but de lui faire peur. Il ne mentionne pas l'accord passé avec Holmes, pensant qu'en gardant le silence il augmenterait ses chances de rémunération,.

## Révélations

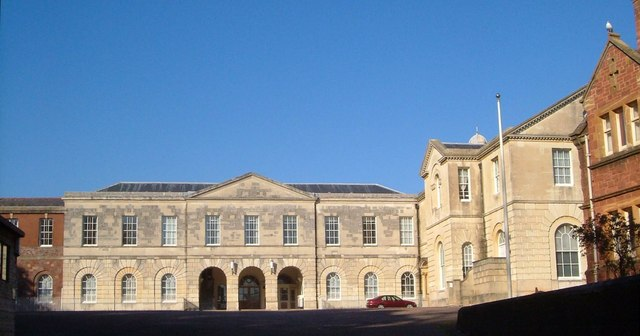
Siège des tribunaux d'Exeter où se tient le procès de Newton en mars 1976.

Le 12 décembre 1975, le magazine Private Eye publie un court texte signé du polémiste Auberon Waugh qui s'achève ainsi : « mon seul espoir, c'est que la douleur qu'a dû provoquer la mort du chien de son ami ne va pas pousser M. Thorpe à se retirer de la vie publique ». La plupart des journaux sont informés des rumeurs qui circulent autour de Thorpe et Scott, mais ils ne veulent pas risquer une condamnation pour diffamation. D'après Parris, « ils font savoir à Thorpe qu'ils savent très bien qu'un scandale plus important va éclater, et qu'ils préfèrent attendre ». En janvier 1976, Scott comparaît devant des magistrats pour répondre d'accusations mineures de fraude à la sécurité sociale, et il déclare qu'on le harcèle à cause des relations sexuelles qu'il a autrefois eues avec Thorpe. Comme cette déclaration est faite au tribunal, elle ne peut tomber sous le coup de la diffamation et se trouve largement diffusée.
Entretemps, le Daily Mail retrouve la trace de Peter Bessell en Californie et obtient une longue interview de l'ancien député, qui est publiée le 3 février 1976. Bessell raconte qu'il a subi le chantage de Scott, ce qui fournit provisoirement une couverture à Thorpe. Le 6 mars, des journaux dévoilent que Holmes a acheté au docteur Gleadle le dossier de Scott, et quelques jours plus tard David Steel apprend par Dinshaw, un de ses amis, que 20 000 £ destinées au Parti ont été détournées en direction de Holmes et restent introuvables. Steel dit à Thorpe qu'il doit démissionner, mais celui-ci refuse,. Dans une tentative de rassurer ses collègues députés qui ne savent que penser, Thorpe contacte l'équipe Insight du Sunday Times et fait publier le 14 mars un argumentaire détaillé pour contrer les accusations de Scott, sous le titre « Les Mensonges de Norman Scott ».
Le procès de Newton se tient devant la cour de la Couronne d'Exeter du 16 au 19 mars 1976, et Scott y réitère ses accusations contre Thorpe en dépit des efforts du ministère public pour l'éloigner de ce sujet. Newton est jugé coupable et condamné à deux ans d'emprisonnement, mais il n'implique pas Thorpe,. En revanche, les difficultés ressurgissent pour Thorpe lorsque Bessell, craignant pour lui-même et pressentant peut-être une occasion de gagner de l'argent, change de position et avoue dans le Daily Mail du 6 mai qu'il a menti pour protéger son ancien ami. Thorpe craint surtout à ce moment que des journaux ne publient des lettres qu'il a envoyées à Scott au début de leur relation. Afin de prévenir ce risque, Thorpe organise la publication de deux de ces lettres dans le Sunday Times, un journal qui le soutient habituellement. Dans l'une de ces lettres, Thorpe fait référence à Scott en employant le surnom de Bunnies (« petit lapin »). Le ton de cette lettre convainc lecteurs et commentateurs que Thorpe ne dit pas toute la vérité sur la nature de leur relation. Le 10 mai 1976, face à une contestation croissante, il démissionne de son poste de dirigeant du Parti libéral : il continue à démentir les allégations de Scott et souligne à quel point elles font du tort au Parti.

L'enquête de Penrose et Courtiour sur l'affaire Thorpe est publiée sous forme de feuilleton dans le Daily Mirror, à partir du 30 janvier 1978.

Après cette démission et pendant 18 mois, l'affaire devient relativement peu visible dans les médias bien que des reportages d'investigation se poursuivent activement. Barry Penrose et Roger Courtiour, souvent connus sous le nom collectif de « Pencourt », sont d'abord engagés par Harold Wilson après son départ du 10 Downing Street : il les charge d'enquêter sur sa théorie selon laquelle Thorpe aurait pu constituer la cible d'agences de renseignement sud-africaines. Wilson est en effet persuadé que les services sud-africains cherchent à influencer la politique britannique en déstabilisant certains de ses dirigeants et il craint d'être lui-même mis en cause. Les recherches de Pencourt les mènent jusqu'à Bessell, qui leur confie sa version d'un complot destiné à assassiner Scott et leur indique le rôle que Thorpe y a joué. Avant qu'ils ne publient les résultats de leur enquête, ils se font doubler : Newton, libéré de prison en octobre 1977, vient de vendre son histoire à l’Evening News (en). Il y affirme qu'il a été payé 5 000 £ pour tuer Scott, et fournit des photos le montrant en train de recevoir de l'argent des mains de Le Mesurier,,. Une longue enquête policière s'ensuit, au terme de laquelle Thorpe, Holmes, le Mesurier et Deakin sont inculpés pour complicité de tentative de meurtre. Thorpe est également inculpé des charges d'incitation au meurtre, sur la base de ses rencontres de 1969 avec Bessell et Holmes. Il est libéré sous caution, et déclare : « Je suis totalement innocent du crime dont on m'accuse, et je compte bien me défendre vigoureusement ».
Le 2 août 1978, Thorpe participe à un dernier débat à la Chambre des communes portant sur l'avenir de la Rhodésie, puis il cesse toute participation active aux travaux parlementaires bien qu'il reste député du North Devon. Lorsque le Parti libéral tient son congrès annuel à Southport en 1978, il jette un froid chez les dirigeants du Parti en organisant une entrée théâtrale puis en venant s'installer à la tribune.

## Instruction judiciaire et procès

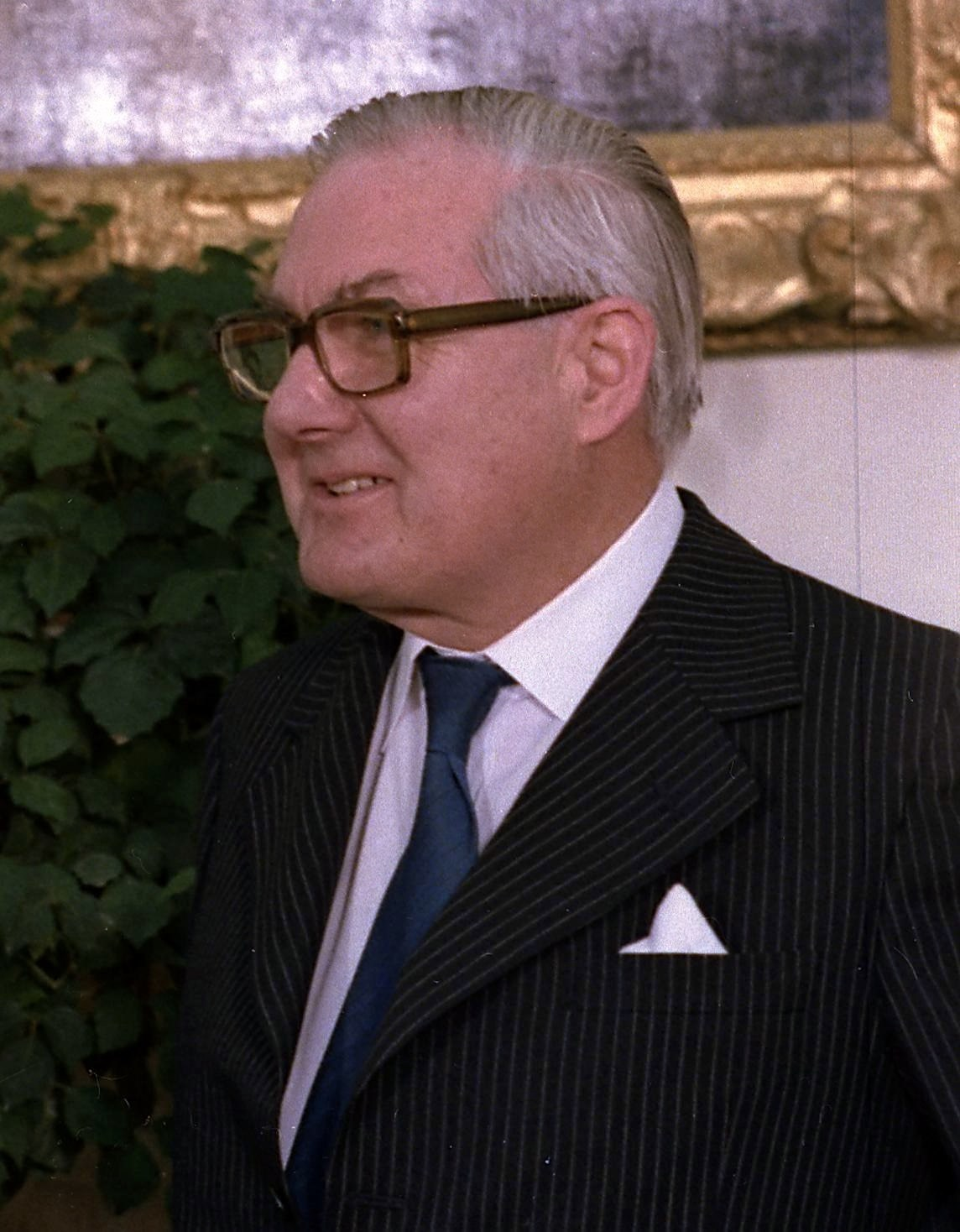
James Callaghan, Premier ministre de 1976 à 1979. La chute de son gouvernement entraîne de nouvelles élections parlementaires, auxquelles Thorpe se présente à nouveau mais qui se soldent pour lui par un échec très net.

Le ministère public expose ses arguments en audience préliminaire le 20 novembre 1978. À la demande de la défense de Deakin, toute restriction de publication est levée, ce qui signifie que les journaux peuvent librement publier tout ce qui est prononcé devant la cour, sans craindre les lois contre la diffamation. Cette décision met Thorpe très en colère, lui qui a espéré obtenir une audience à huis clos qui aurait permis d'éviter certains gros titres dans la presse, voire d'obtenir un classement de l'affaire. Quelle que soit l'issue du procès, Thorpe sait que sa publicité ne peut que détruire sa carrière, et que Scott va ainsi obtenir sa revanche. Dès l'ouverture des débats, Bessell décrit les rencontres de 1969 au cours desquelles il affirme que Thorpe aurait suggéré que Holmes élimine Scott ; il cite la phrase comparant ce meurtre avec celui d'un chien malade. La cour apprend au passage que Bessell est sous contrat avec le Sunday Telegraph, qui lui a offert 50 000 £ pour publier son histoire. Dinshaw apporte des éléments qui prouvent le versement de 20 000 £ par Hayward et son transfert vers Holmes, ainsi que les tentatives de Thorpe pour masquer le détail de ces transactions. Newton témoigne que Holmes voulait voir Scott abattu : « son souhait était que [Scott] disparaisse de la surface de la terre pour ne jamais revenir. C'était à moi de voir comment m'y prendre. » Scott fournit une description très détaillée de la façon dont Thorpe l'aurait séduit dans la maison de sa mère en novembre 1961 ainsi qu'en de nombreuses autres occasions, et il raconte aussi le calvaire qu'il a subi au milieu des marécages près de Porlock. Au terme des audiences, le magistrat qui préside l'instruction décide d'envoyer les quatre accusés devant le tribunal de la Haute Cour criminelle, plus connue sous le nom de Old Bailey.
En mars 1979, le gouvernement travailliste de James Callaghan est mis en minorité et de nouvelles élections législatives sont convoquées pour le 3 mai, ce qui repousse le procès. Thorpe, qui peut encore compter sur le soutien des libéraux du North Devon, est désigné comme candidat. Toutefois, très isolé de la campagne nationale du Parti, il perd son siège au profit de son adversaire conservateur qui compte plus de 8 000 voix d'avance,,.

Le Sunday Telegraph offre un contrat rémunérateur à Peter Bessell pour l'exclusivité de son histoire, ce qui lui vaut les foudres du président du tribunal pendant le procès.

Le procès commence le 8 mai sous la présidence de Sir Joseph Cantley, un juge de la Haute Cour relativement inconnu et qui n'a que peu d'expérience dans des affaires d'envergure. Pour diriger sa défense, Thorpe engage George Carman qui est un pénaliste criminel reconnu dans la région judiciaire de Manchester (Northern Circuit) ; toutefois, c'est là son premier dossier d'envergure nationale. Carman s'attache à contester la crédibilité de Bessell en révélant l'intérêt financier qu'il trouverait dans la condamnation de Thorpe : en effet, son contrat auprès du Sunday Telegraph stipule qu'en cas d'acquittement, il ne recevrait que la moitié des 50 000 £ promis. Le juge Cantley ne cache pas son mépris envers Bessell ; Auberon Waugh, qui écrit un livre sur le procès, estime que l'attitude du président du tribunal vis-à-vis de différents témoins de l'accusation devient de plus en plus partiale. Le 7 juin, Deakin témoigne que même s'il a mis Newton en contact avec Holmes, il a pensé qu'il s'agissait simplement d'aider quelqu'un à corriger un maître-chanteur, et qu'il a ignoré qu'il y avait un complot pour se livrer à un assassinat. Deakin est le seul accusé à témoigner : les autres choisissent de rester silencieux et de ne convoquer aucun témoin, estimant qu'à partir des témoignages de Bessell, de Scott et de Newton, l'accusation n'est pas parvenue à établir de culpabilité. Lorsqu'il prononce sa plaidoirie finale pour la défense de Thorpe, Carman évoque l'hypothèse que Holmes, avec d'autres, a pu organiser un complot sans que Thorpe en soit informé.
Le 18 juin, le juge transmet ses conclusions. Il attire l'attention du jury sur la personnalité passée des accusés, qualifiée d'irréprochable : « des hommes à la réputation immaculée jusqu'à présent ». Thorpe est également décrit comme « une personnalité nationale qui a joué un rôle public tout à fait remarquable ». En revanche, le juge est très critique vis-à-vis des témoins principaux : Bessell est un « bonimenteur » dont le contrat avec le Sunday Telegraph est « déplorable » ; Scott est un escroc, un pique-assiette, un pleurnichard, un parasite, « mais bien sûr, peut-être dit-il néanmoins la vérité. Si on choisit de le croire ». Newton est décrit comme un parjure et un imbécile, « bien décidé à gratter tout ce qu'il peut dans cette affaire ». Le mystère des 20 000 £ que Thorpe a obtenues de Hayward est jugé hors sujet : « le fait qu'un homme obtienne de l'argent par tromperie ne [prouve] pas que celui-ci prenne part à un complot ». D'après Waugh, le manque d'impartialité du juge à ce moment du procès est si criant qu'il risque même de provoquer auprès du jury l’inverse de l'effet escompté, c'est-à-dire de jouer en défaveur de Thorpe.

## Verdict et suites
Le jury se retire pour délibérer au matin du 20 juin. Il revient un peu plus de deux jours plus tard, et acquitte les quatre accusés de toutes les charges. Le juge dispense Deakin des dépens, mais pas Holmes ni Le Mesurier qui, d'après lui, ne se sont pas montrés suffisamment coopératifs durant l'enquête. Thorpe n'a déposé aucune demande à ce sujet. Il indique dans une brève déclaration publique qu'il considère que le verdict est « tout à fait juste et équilibré ; [c'est] une réparation complète ». David Steel, au nom du Parti libéral, accueille le verdict avec « un grand soulagement » et espère que Thorpe pourra, « une fois pris le temps nécessaire pour se reposer et récupérer,(…) trouver bien des domaines où exercer ses grands talents ». Les libéraux du North Devon se montrent plus démonstratifs, puisque l'acquittement de Thorpe est célébré par une cérémonie d'action de grâces au cours de laquelle le pasteur qui préside le service dit de Thorpe : « Des milliers et des milliers de gens dans le North Devon se lèvent pour clamer qu'il est Béni ! »
En dépit de cet acquittement, il subsiste une forte tendance dans le grand public pour considérer que Thorpe ne s'est pas conduit correctement, ni qu'il s'est expliqué de façon satisfaisante,. Empêché par son parti de reprendre une part active à la vie politique, il est nommé en 1982 par Amnesty International à la tête de sa section britannique ; mais après des protestations venues de membres dirigeants de l'organisation, il décline l'offre. Peu de temps après, Thorpe développe les premiers symptômes de la maladie de Parkinson qui le poussent à se retirer presque entièrement de la vie publique au milieu des années 1980. Une réhabilitation politique intervient en 1988 quand, à la suite de la fusion des libéraux et du Parti social-démocrate, la toute nouvelle association libérale-démocrate du North Devon le nomme président honoraire. Lorsqu'il assiste aux assises du Parti libéral-démocrate en 1997, il est ovationné par l'assistance. En 1999, Thorpe publie ses mémoires politiques sous le titre In My Own Time, dans lesquelles il justifie son silence lors de son procès et indique qu'il n'a jamais douté de son issue. Neuf ans plus tard, en janvier 2008, Thorpe accorde au Guardian sa première interview depuis 25 ans. Évoquant l'affaire, il dit : « Si cela arrivait aujourd'hui, je crois que le public serait plus compréhensif. À l'époque, les gens ont été très troublés… Cela choquait leur sens des valeurs ». Il meurt le 4 décembre 2014.

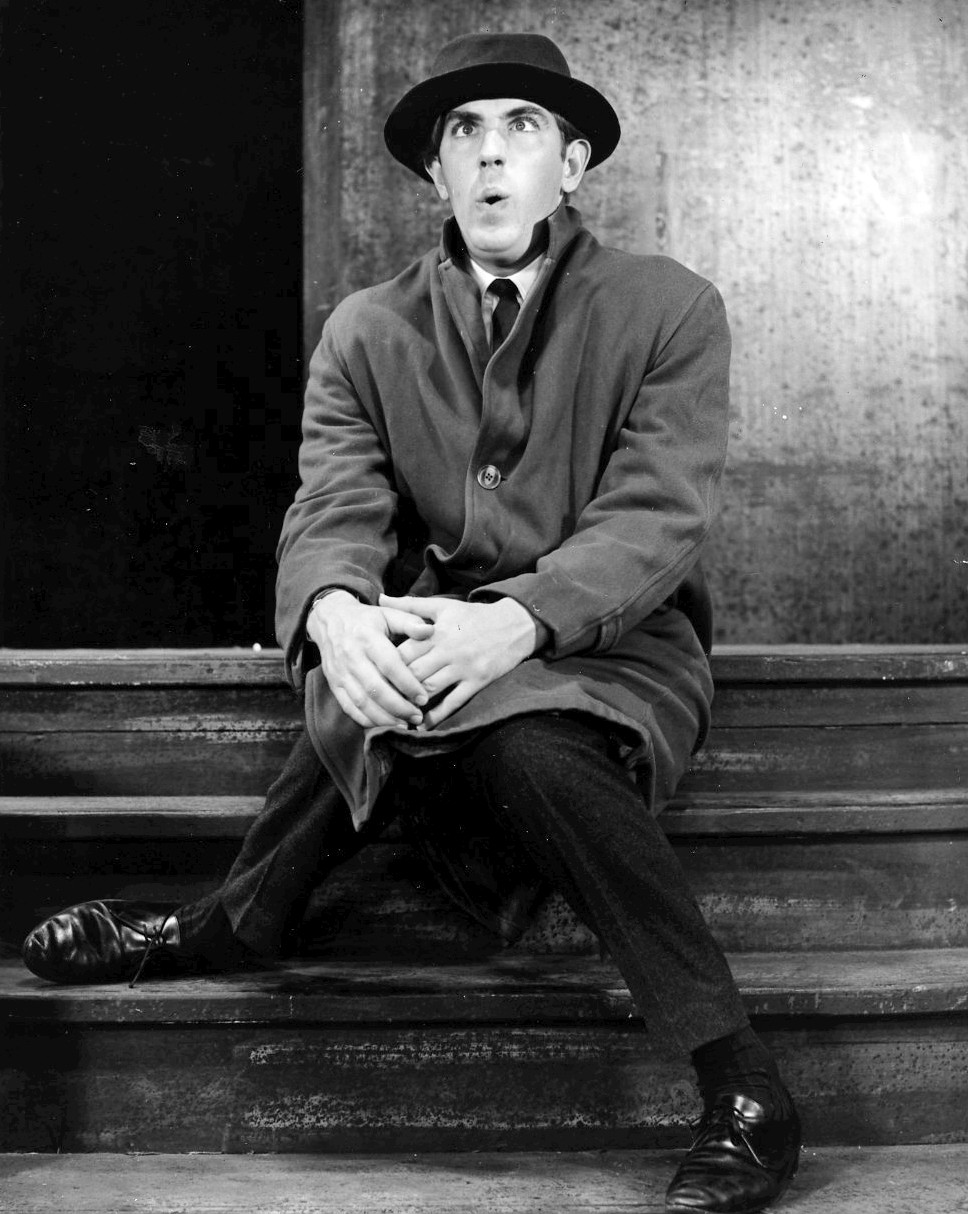
Le comédien Peter Cook écrit un sketch parodiant la fin du procès de Thorpe, qu'il joue en 1979 au grand gala d'Amnesty International.

Après le procès, Deakin disparaît de la scène médiatique, tout comme Le Mesurier qui tente d'abord, sans succès, de vendre « la véritable histoire » aux journaux nationaux. En juin 1980, dans une série d'articles publiés dans News of the World, un journal à scandales, Holmes réaffirme que Thorpe lui a bien demandé de tuer Scott : « l'accusation d'incitation au meurtre dont Jeremy était accusé était vraie, et si j'étais allé témoigner à la barre j'aurais été obligé de dire la vérité ». Jusqu'alors, Holmes a avoué sa participation à un complot dans le but d'« effrayer » Scott, pas de le tuer. Il meurt en 1990. La version de l'affaire selon Bessell est publiée aux États-Unis en 1980. Il meurt en 1985 après avoir consacré ses dernières années à une campagne pour lutter contre l'érosion des plages de San Diego en Californie. Newton tente comme Le Mesurier de gagner de l'argent grâce à l'affaire, mais il échoue à trouver un journal qui accepte de publier son histoire. Les dernières réactions connues de Scott sur l'affaire, émises juste après le procès, consistent à dire qu'il n'est pas surpris par son issue mais qu'il est choqué par les remarques insultantes que le juge, du haut de sa tribune, a prononcées contre lui. En décembre 2014, la presse fait savoir que Scott, qui est alors âgé de 74 ans, vient de quitter le North Devon pour repartir en Irlande. Le juge Sir Joseph Cantley meurt en 1993. Son texte de conclusion du procès est repris sous forme parodique peu après par le satiriste Peter Cook, qui en fait un sketch lors d'un gala de bienfaisance en faveur d'Amnesty International, le Secret Policeman’s Ball (« Bal/Couille du policier clandestin ») ; ce sketch fait partie du programme télévisé qui suit le spectacle, et il est également repris dans l'un des disques enregistrés à cette occasion. D'après Freeman et Penrose, la version de Cook « n'est pas si différente de l'originale ».
Dans un documentaire d’investigation diffusé en décembre 2014, un collectionneur d'armes anciennes du nom de Dennis Meighan déclare qu'il a été engagé par un responsable anonyme du Parti libéral pour tuer Scott, pour un montant de 13 500 £. Il préfère confier ce contrat à son partenaire, Newton, et se charge de lui fournir l'arme. Meighan affirme qu'il fait une déposition en ce sens auprès des autorités en 1975, mais que ses déclarations sont modifiées de manière significative par la police pour y effacer toute mention de Thorpe. Meighan n'est d'ailleurs pas convoqué pour témoigner lors du procès de 1979. « C'était un coup monté, aucun doute là-dessus, mais moi ça m'allait plutôt bien », déclare-t-il. En mai 2015, la police diligente une enquête à ce sujet afin d'établir si des documents ont été volontairement supprimés de la procédure.
Toujours en décembre 2014, quelques semaines après la mort de Thorpe comme celui-ci l'a souhaité, le juriste et auteur Michael Bloch publie une nouvelle biographie qui confirme le déroulement général de l'affaire, les mœurs dissolues de Thorpe et le sentiment d'impunité qui habite la classe dirigeante britannique à l'époque des faits, mais qui estime aussi que le verdict de la Haute Cour est tout à fait logique dans la mesure où il se base sur des faits établis et non pas sur des éléments douteux issus de la presse à scandale. Bon nombre d'observateurs, comme le journaliste Tom Mangold qui enquête sur l'affaire, estiment que Thorpe a bénéficié d'une indulgence excessive, voire d'un complot protecteur au plus haut niveau dans une logique de solidarité de classe.
La BBC diffuse en 2018 une série en trois épisodes qui raconte l'affaire Thorpe : A Very English Scandal. La série, écrite par Russell T Davies et réalisée par Stephen Frears, s'inspire du roman du même nom par John Preston.